# Adam Blair
Adam Ngawati Blair MNZM (* 20. März 1986 in Whangārei) ist ein neuseeländischer Rugby-League-Spieler. Er war Teil der Neuseeländischen Rugby-League-Nationalmannschaft, die 2008 das erste Mal die Rugby-League-Weltmeisterschaft gewann.

## Karriere
Blair besuchte in seinem Geburtsort Whangārei die Whangarei Boys High School, wo ihn die Melbourne Storm im Alter von 16 Jahren entdeckten. 2002 und 2003 absolvierte er bereits Spiele für die neuseeländische U-20-Nationalmannschaft und für die Northern Suburbs Devils, ein Farmteam der Stormers im Queensland Cup. Aufgrund dessen zog er auch nach Queensland, wo er auf die Wavell State High School ging.
2006 hatte er sein NRL-Debüt für die Stormers. Er nahm als Auswechselspieler am NRL Grand Final teil und wurde von den Stormers zum rookie of the year gewählt.
Am 14. Oktober 2006 hatte er sein Debüt für Neuseeland gegen Australien im Rahmen der Tri Nations 2006. Im August wurde er in den neuseeländischen Kader für die Rugby-League-Weltmeisterschaft 2008 aufgenommen. Vor Beginn der WM legte er in den Playoffs seinen ersten NRL-Versuch gegen die Cronulla-Sutherland Sharks in den Playoffs. Während der WM wurde er zum Man of the Match in einem Gruppenspiel gegen Papua-Neuguinea und legte einen Versuch gegen Australien im Finale, das Neuseeland 34:20 gewann.
2009 wurde er gleich in seinem ersten NRL-Spiel zum Man of the Match gewählt und schaffte es mit den Stormers ins NRL Grand Final, in dem er einen Versuch legte. Zudem nahm er als Vizekapitän von Neuseeland an den Four Nations 2009 teil, was ihm automatisch eine Teilnahme am NRL All-Star Game 2010 ermöglichte.
Blair wechselte für 500.000 A$ zu den Wests Tigers. Sein letztes Spiel für die Stormers war ein Spiel gegen die Manly-Warringah Sea Eagles, das aufgrund einer Schlägerei, die für ihn eine Playoffsperre zur Folge hatte, als „Brookvale Brawl“ bezeichnet wird.
In seiner ersten Saison für die Tigers absolvierte Blair 23 Spiele. Da er im Durchschnitt nur wenig Raumgewinn machte und pro Spiel durchschnittlich dreimal ein Tackle verfehlte, wurde er als einer der „größten Flops 2012“ bezeichnet. Trotz dieser Kritik hielt der Trainer der Tigers, Mick Potter, an ihm fest und lobte seine Fähigkeiten im Bereich Kommunikation und als Führungspersönlichkeit.
2013 war Blair der einzige Spieler der Tigers, der bei jedem einzelnen Spiel dabei war. Allerdings war seine Form zwischenzeitlich so schlecht, dass der Daily Telegraph die Frage stellte: „Ist Adam Blair die schlechteste Verpflichtung in der NRL?“
2014 verbesserte sich seine Leistung sehr stark, weshalb er mit Neuseeland am traditionellen ANZAC Test gegen Australien teilnahm. Er war der Tigers-Spieler mit den zweitmeisten Tackles und Hit-Ups und nahm wie im Jahr davor an jedem Spiel teil. Mit Neuseeland gewann er die Four Nations 2014, bei denen er an jedem Spiel teilnahm.
Am 18. November 2014 wurde bekanntgegeben, dass Blair einen Dreijahresvertrag bei den Brisbane Broncos unterschrieben hatte.